# Église Sainte-Croix de Quercorb
Pour les articles homonymes, voir église Sainte-Croix.
L'église Sainte-Croix de Quercorb est une église préromane située à Fontanils, ancienne commune rattachée en 1823 à Arles-sur-Tech, dans le département français des Pyrénées-Orientales.

## Toponymie
Le nom catalan de cette église est Santa Creu de Quercorb.
Le mot roman Quer désigne un rocher ou un lieu fortifié. Corb vient du latin Curvum, « courbe ».
Le nom de Castro corbi est mentionné dès 852. Pour Jean Sagnes, il rappelle l'existence d'un château au sommet du roc situé à l'est de l'église à l'époque carolingienne. On rencontre ensuite les noms Chercurvo en 1158 et eccl. S. Crucis en 1571. Pour Lluís Basseda, Quercorb, c'est la chapelle Sainte-Croix qui était flanquée de fortification et d'une petite cellera.

## Histoire
L'église actuelle est construite entre les Xe et XIe siècles. Le chevet est de l'époque préromane, tandis que l'arc triomphal a été modifié à l'époque romane.
L'église et la parcelle de terrain sur laquelle elle est construite sont protégées au titre des monuments historiques.

## Architecture

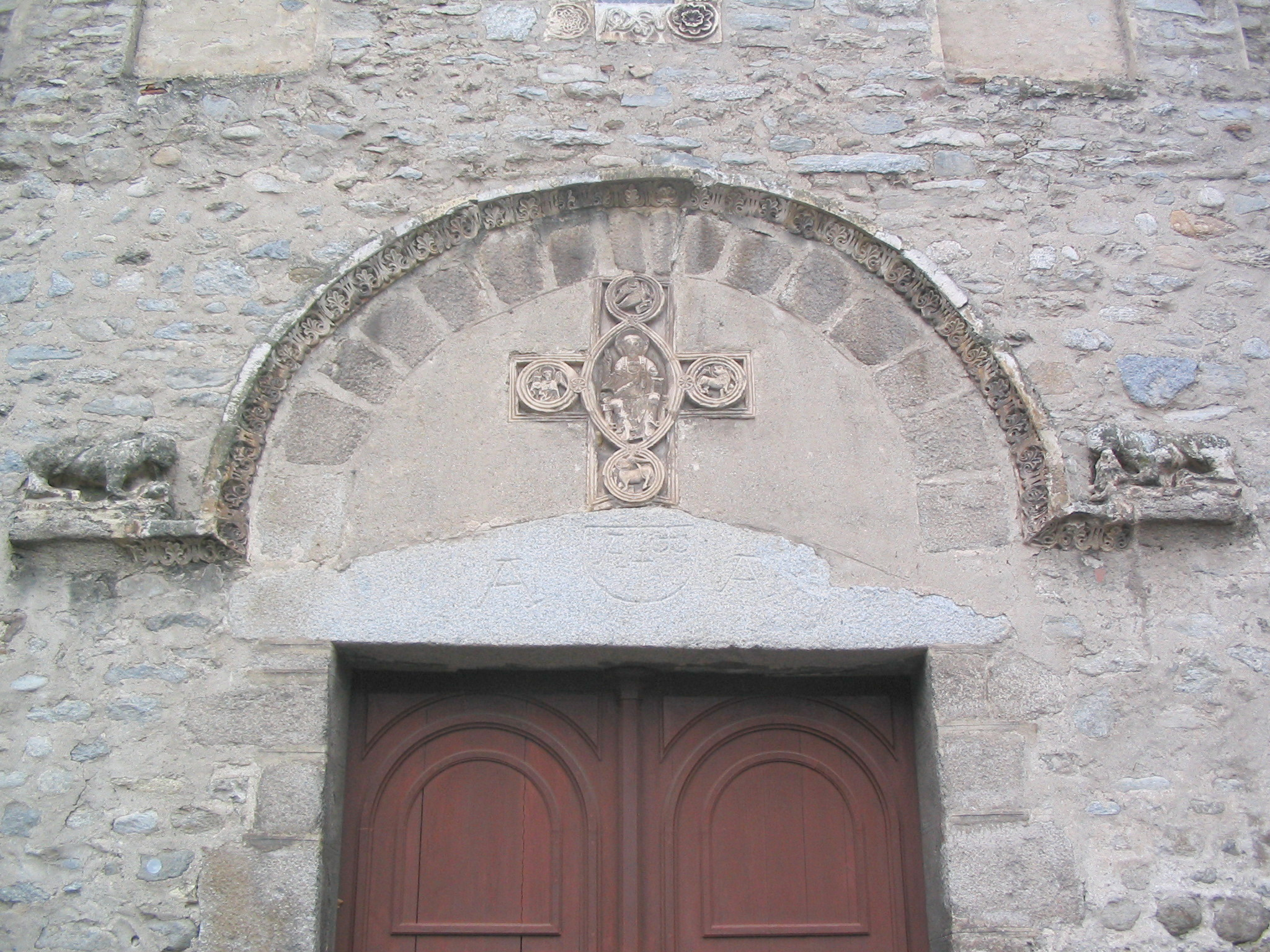
Tympan de l'église Sainte-Croix

Le plan de l'église est constitué d'une nef unique à laquelle se joint un chevet orienté trapézoïdal.